# Захажев (Великопольське воєводство)
Захажев (пол. Zacharzew) — село в Польщі, у гміні Острув-Велькопольський Островського повіту Великопольського воєводства.
Населення — 513 осіб (2011).

## Демографія
Демографічна структура станом на 31 березня 2011 року:
|          | Загалом | Допрацездатний вік | Працездатний вік | Постпрацездатний вік |
| -------- | ------- | ------------------ | ---------------- | -------------------- |
| Чоловіки | 242     | 44                 | 178              | 20                   |
| Жінки    | 271     | 61                 | 160              | 50                   |
| Разом    | 513     | 105                | 338              | 70                   |